# رضا فلاح
رضا فلاح (۲۴ شهریور ۱۲۸۸–۱۴ شهریور ۱۳۶۱) مهندس، مشاور سیاسی و یکی از چهره‌های اثرگذار صنعت نفت ایران در زمان سلطنت محمدرضا پهلوی بود.
فلاح قائم‌مقام رئیس هیأت مدیرهٔ شرکت ملی نفت ایران و مسئول روابط بین‌المللی و بازاریابی این شرکت بود. به گفتهٔ اسدالله علم، فلاح مردی زیرک بود و شاه از او در مذاکرات پشت پرده با شرکت‌های نفتی استفاده می‌کرد.

## اوایل زندگی
رضا فلاح در ۲۴ شهریور ۱۲۸۸ در کاشان متولد شد. پدرش سیدابراهیم فلاح، روحانی و زمین‌دار بود. فلاح مقطع دبستان را در کاشان گذراند و پس از آن وارد مدرسهٔ دارالفنون در تهران شد و توانست با نمرات عالی در رشتهٔ علوم فارغ‌التحصیل شود. در همان سال با بورسیهٔ شرکت نفت ایران و انگلیس، تحصیل در رشتهٔ مهندسی نفت در دانشگاه بیرمنگام انگلیس را آغاز کرد و در سال ۱۹۳۲ دکترای خود را در همین رشته دریافت نمود.

## زندگی حرفه‌ای
فلاح پس از دریافت دکترا، به مدت یک سال در مرکز تحقیقات بریتیش پترولیوم در لندن کار کرد و در سال ۱۳۱۳ به عنوان مهندس ارشد به پالایشگاه نفت آبادان منتقل شد. در سال ۱۳۱۸ آموزشگاه فنی نفت آبادان تاسیس شد و فلاح مدیریت آن را برعهده گرفت.
پس از ملی‌شدن صنعت نفت ایران در سال ۱۳۲۹ و تصویب قانون جایگزین‌کردن مدیران خارجی با اتباع ایرانی، شورای عالی نفت در سال ۱۳۳۰ فلاح را به جای مدیر انگلیسی پالایشگاه آبادان منصوب کرد.
فلاح بعدها سمت‌های کلیدی در صنعت نفت ایران به دست آورد از جمله مشاور نخست‌وزیر در امور نفت (۱۳۳۳)، عضو تیم مذاکره‌ قرارداد جدید با کنسرسیوم بین‌المللی نفت، عضو هیأت مدیرهٔ شرکت ملی نفت و مسئول امور فنی و بین‌المللی، و در نهایت قائم‌مقام رئیس هیأت مدیره و مدیرکل امور بین‌الملل شرکت ملی نفت در سال ۱۳۵۳.
در دههٔ ۴۰ و ۵۰، محمدرضا شاه مدیریت صنعت نفت ایران را به سه حوزه تقسیم کرده بود: مذاکرات نفتی پشت‌پرده و معامله با شرکت‌های خارجی به فلاح؛ امور مربوط به اوپک به جمشید آموزگار (وزیر دارایی)؛ و امور مدیریتی شرکت ملی نفت به منوچهر اقبال (مدیرعامل شرکت ملی نفت) واگذار شده بود. فلاح که به داشتن روابط دوستانه با شرکت‌های نفتی بزرگ شهره بود، اغلب در تیم مذاکرات نفتی ایران با آموزگار که گرایش‌های ناسیونالیستی داشت به اختلاف‌ برمی‌خورد و البته به گفتهٔ علم، شاه از عدم توافق این دو نفر ابداً ناراضی نبود.
در سال ۱۳۴۸، هنگامی که شاه به دنبال افزایش درآمد نفتی ایران بود، فلاح ایدهٔ ناموفق نفوذ به بازار داخلی نفت آمریکا را پیشنهاد کرد. در ۱۳۴۹، شاه به فلاح دستور داد که طرح فروش نفت به چین کمونیستی را بررسی کند و به علم گفت تا زمانی که فلاح معامله با کوبا، آفریقای جنوبی و شرکت نورثروپ را نهایی نکند اجازه نمی‌دهد از سمتش کناره‌گیری کند. علم در بهار ۱۳۵۲ نوشته است که فلاح تلفن زد تا موفقیتش در مذاکره با اعضای مختلف کنسرسیوم بین‌المللی نفت را خبر بدهد که در نتیجهٔ آن قرارداد ۱۹۵۴ کنار می‌رفت و به جای آن قراردادی بیست‌ساله برای تامین نفت توسط شرکت ملی نفت ایران به کنسرسیوم اجرا می‌شد. در سال ۱۳۵۲، فلاح مذاکرات مربوط به تاسیس یک جوینت‌ونچر برای بازاریابی نفت بین شرکت نفت آشلند و شرکت ملی نفت ایران را آغاز کرد. در همین سال کنفرانس اوپک در تهران برگزار شد و فلاح با پیشنهاد افزایش قیمت اعلامی نفت به ۱۲ دلار در هر بشکه، نقش مهمی به نفع ایران ایفا کرد.
فلاح در میان همکاران و هم‌عصران خود فردی محترم، مدیری توانا و مذاکره‌کننده‌ای زیرک و چیره‌دست قلمداد می‌شد که ذهن تحلیلی و کنترل فوق‌العاده‌ای بر زبان فارسی دارد.
فلاح در آستانه انقلاب ۱۳۵۷ به انگلستان مهاجرت کرد. پس از انقلاب، مهدی بازرگان از او دعوت کرد به ایران برگردد و مدیریت صنعت نفت را به دست بگیرد اما فلاح این دعوت را نپذیرفت.

## زندگی شخصی
او با مهین فلاح (۲۰۰۰–۱۹۱۹) ازدواج کرد. آنها سه دختر داشتند: لیلی فلاح لارنس و جینا کوکی فلاح. دختر سوم وقتی در تهران زندگی می‌کردند در یک سانحه رانندگی جان خود را از دست داد.  لیلی لورنس فلاح متولد ۱۹۳۹ است و صاحب قصر کاشان در مالیبو است.

## مهاجرت و مرگ
فلاح در سال ۱۳۶۱ در لندن درگذشت. او در قبرستان بروکود به خاک سپرده شده‌ است.